# 基于内核的虚拟机
基于内核的虚拟机（英語：Kernel-based Virtual Machine，縮寫為）是一种用於Linux內核中的虛擬化基礎设施，可將Linux內核轉化為一個虚拟机监视器。KVM于2007年2月5日被并入Linux 2.6.20核心中。KVM需要支持硬件虚拟化拓展特性的处理器。。
KVM起初支持x86平台处理器并随后被移植到了S/390、PowerPC、和IA-64平台上。在3.9内核合并时也导入了ARM移植版。
在KVM上可以运行诸多客户操作系统，包括Linux的诸多发行版、BSD、Solaris、Windows、Haiku、ReactOS、Plan 9、AROS研究操作系统和OS X。除此之外，还支持Android 2.2、GNU/Hurd（Debian K16）、Minix 3.1.2a、Solaris 10 U3和Darwin 8.0.1，而其他操作系统或新版操作系统都支持KVM，仅仅存在一些限制而已。
VirtIO半虚拟化 在Linux、OpenBSD、FreeBSD、NetBSD、Windows上支持对部分设备的半虚拟化。这项特性支持半虚拟化的网卡、半虚拟化的磁盘控制器、用于调整客户端内存使用的气球设备（Balloon device）和使用獨立計算環境簡單協議的VGA图形接口。

## 内部结构

KVM/QEMU环境的高级概述

KVM提供抽象的設備，但不模擬處理器。它開放了/dev/kvm接口，供使用者模式的主機使用：
- 设置客户虚拟机的地址空间。宿主机同样也需用户可用于引导进主操作系统的固件镜像（通常为模拟PC时的自定义BIOS）。
- 为客户机模拟I/O。
- 将客户机的视频显示映射回系统宿主机上。

在Linux上，QEMU版本0.10.1及更新版就是一个用户层主机。QEMU使用KVM以近乎原生的速度虚拟化客户机，若无KVM的话则将仅使用软件模拟。
KVM内部使用SeaBIOS作为对16位x86 BIOS的开源模拟。

## 授权
KVM的组件使用多个GNU协议授权：
- KVM内核模块：GPL v2
- KVM用户模块：LGPL v2
- QEMU虚拟CPU内核库（libqemu.a）和QEMU PC系统模拟器：LGPL
- Linux用户模式QEMU模拟器：GPL
- BIOS文件（bios.bin、vgabios.bin和vgabios-cirrus.bin）：LGPL v2或更新

## 历史
阿维·齐维迪（Avi Kivity）在一家名为Qumranet的初创企业开始了KVM的研发工作，随后此公司于2008年被紅帽公司收购。
KVM被合并入Linux内核版本2.6.20的主流分支，于2007年2月5日发布。
KVM现由保罗·邦齐尼（Paolo Bonzini）维护。

## 图形管理工具

libvirt支持KVM

- Kimchi（英语：Kimchi (software)） – 网页版KVM虚拟化管理工具
- Virtual Machine Manager – 支持创建、编辑、启动与停止基于KVM的虚拟机，同时也支持对宿主之间的实时或冷拖拽虚拟机迁移。
- Proxmox虚拟环境 – 一项开源的虚拟化管理包，包括KVM与LXC。同时它还有裸机安装器、网页版远程管理界面、HA集群堆栈、统一存储、柔性网络及可选的商业支持。
- OpenQRM（英语：OpenQRM） – 用于管理不同数据中心基础设施的平台。
- GNOME 機櫃 – Linux上用于管理libvirt客户机的Gnome界面。
- oVirt（英语：oVirt） – 用于管理基于libvirt的KVM开源工具。

## 模拟硬件
| 分类             | 设备                                                                                                 |
| ---------------- | --- |
| 显示卡           | Cirrus CLGD 5446 PCI VGA卡，具有Bochs与VESA拓展的虚拟VGA卡，QXL顯示卡，使用Virgil作为虚拟3D CPU。    |
| 外设组件互连标准 | i440FX主机及PCI桥与PIIX3 ；Intel Q35與ICH9。                                                         |
| 输入设备         | PS/2键鼠，USB鍵鼠                                                                                    |
| 声卡             | Sound Blaster 16、ENSONIQ AudioPCI ES1370、Gravis Ultrasound GF1、CS4231A兼容设备，Intel HD Audio    |
| 以太网 网卡      | AMD Am79C970A (Am7990)、E1000（Intel 82540EM, 82573L, 82544GC）、NE2000、瑞昱RTL8139、Red Hat VirtIO |
| 儲存裝置         | IDE、SATA、SCSI、SAS、NVMe、USB和VirtIO                                                              |
| 看門狗計時器     | 英特尔6300ESB或IB700                                                                                 |
| 随机存取存储器   | 介于50 MB与32 TB之间                                                                                 |
| 中央处理器       | 1 – 160 个CPU                                                                                        |

## 另请参阅
- CloudStack（英语：CloudStack）
- 虚拟化软件对比（英语：Comparison of platform virtualization software）
- 内核同页合并（英语：Kernel same-page merging） (KSM)
- Lguest（英语：Lguest）
- libguestfs
- libvirt
- 开放虚拟化联盟
- OpenNebula（英语：OpenNebula）
- OpenStack
- oVirt（英语：oVirtoVirt）
- Vx32（英语：Vx32）
- Xen

## 书刊目录
- Amit Shah. . lwn.net. 2016-11-02  [2017-02-10]. （原始内容存档于2020-11-25）.